# 김규식 (성우)
김규식(1944년 2월 2일 ~ )은 대한민국의 성우이다. 1963년 연극배우로 활동했다가, 1970년 DBS 동아방송 성우극회 공채 5기로 입사했는데, 언론통폐합으로 인해 한국방송 성우극회 공채 12기로 분류된다. 

## 출연 작품

### TV 애니메이션
- 날아라 태극호(KBS)
- 정의의 소년 캐산(KBS)
- 독수리 5형제(KBS, SBS) - 남 박사
- 베르사유의 장미(KBS) - 자르제 장군
- 개구리 왕눈이(KBS) - 왕눈이 아빠
- 천방지축 하니(KBS) - 배우리 중학교 교장
- 보물섬(KBS) - 조이스
- 날아라 슈퍼보드(KBS) - 불벌레
- 용자특급 마이트가인 (KBS) - 앨버트
- 은비 까비의 옛날 옛적에(KBS) - 포졸
- 엘리먼트 헌터(KBS) - 난디 / 빈센트 포드 / 남자
- 마법소녀 리나(SBS) - 크리스토퍼 왕자
- 전설의 용사 다간(SBS) - 준영 아빠
- 카드캡터 체리(SBS) - 할아버지
- 들장미 소녀 린(SBS) - 스펜서 은행장 / 로버트 / 헨리
- 마법기사 레이어스(SBS) - 해신 세레스(나중)
- 몬스터(투니버스) - 노인
- 정령의 수호자(애니박스)
- 바질리스크 ~코우가인법첩~(애니박스) - 코우가 단조
- 캡틴 테일러(투니버스) - 한철 대위 / 라르곤의 제독
- 바텐더(애니박스) - 미네기시
- 정령의 수호자(애니박스) - 도공
- 블랙잭 OVA(애니박스) - 스탠필드
- 소년탐정 김전일 Original(애니박스) - 츠바키
- 명탐정 코난(투니버스) - 편승왕
- 겨울연가
- 당근소년 헨리(EBS) - 네모 삼촌 / 대장
- 미운오리 새끼 페오(EBS) - 미트로
- 샐러리맨 딜버트(EBS)
- 한국사 시간여행(EBS) - 세종대왕
- 헬로 카봇 뱅(SBS) - 자크레인

### 극장용 애니메이션
- 11인의 우주용사(KBS) - 킹
- 엘시드(KBS) - 카스티아 국왕
- 지옥의 외인부대(KBS)
- 배트맨과 프리즈 박사(SBS) - 알프레드 / 형사
- 카 - 필모어, 텍스
- 카 2 - 정보원
- 카 3: 새로운 도전 - 필모어 / 텍스
- 불타 재탄

### 특수촬영 드라마
- 가면라이더 가부토(대원방송) - 가가미 리쿠(혼다 히로타로)

### 외화

#### 드라마
- 정무문(KBS) - 사장
- 칠협오의(SBS) - 노방(임재배)
- 아빠, 뭐 하세요?(KBS) - 이웃 아저씨
- 슈퍼 볼케이노(KBS) - 국장(톰 맥베스)
- 찰리 제이드(KBS) - 갈트(대니 커)
- 위기의 주부들(KBS) - 앤드루 할아버지
- 커맨더 인 치프(KBS) - 해군 사령관
- 워리어스(KBS) - 렌툴루스
- 빨간 머리 앤(EBS) - 진(론 레아)
- 데미지(KBS) - 필(마이클 누리)
- 대지의 기둥(KBS) - 대주교(고든 핀센트)
- 삼국지(MBC) - 조조
- 삼국지 극장판(CHING) - 사마의(니다훙)
- 초한지(KBS) - 조고
- 최후의 카테고리 7(KBS) - 의원(로버트 와그너) / 대령(톰 스커릿)
- 벤허(KBS) - 아그리파(제임스 포크너)
- 리썰 웨폰(KBS) - 네드(테드 러바인) / 경찰(4화) / 이발소 직원(4화)
- 더 컬렉션(KBS) - 르메르(마이클 키첸)
- 닥터후 시즌 3(KBS) - 미국 대통령
- 닥터후 시즌 5(KBS) - 엘데어(스티븐 무어)
- 닥터후 시즌 7(KBS) - 그레일
- 닥터후 시즌 8(KBS) - 아미타지 교장
- 닥터후 시즌 10(KBS) - 집주인(데이빗 서쳇) / UN 사무총장
- 아틀란티스(KBS) - 티레시아스
- 디셉션(KBS) - 에이브(존 셰이)
- 나치 영국 지부 SS-GB (KBS) - 존 실즈(폴 벤톨) / 로버트 경(니콜라스 파렐) / 폰 루프 장군(어거스트 지너) / 스프링어(앤드류 버크넬) / 트랙터 남자
- 경감 메그레 시즌 2(KBS) - 뫼르스(마크 헵) / 대사관(조나단 뉴스)
- 판관 포청천(KBS)

#### 영화
- 배트맨(KBS, SBS) - 알프레드(마이클 고, KBS) / 고담 시장(리 월레스, KBS/SBS)
  - 배트맨 2(KBS, SBS) - 알프레드(마이클 고, KBS) / 고담 시장(마이클 머피, SBS)
  - 배트맨 포에버(SBS) - 알프레드(마이클 고)
  - 배트맨과 로빈(SBS) - 알프레드(마이클 고)
- 쉘 위 댄스(KBS) - 마이 아버지
- 미션 임파서블(SBS) - 반즈(데일 다이)
- 에블린(KBS) - 휴 캐닝(브라이언 맥그래스)
- 블랙 레인 (SBS) - 마사히로(타카쿠라 켄)
- 캐치 미 이프 유 캔(SBS) - 로저 스트롱(마틴 신) / 클럽 회장(제임스 브롤린) / TV 방송 진행자 / 은행 지점장 / 병원 원장
- 화양연화(KBS) - 리첸의 회사 사장
- 굿 윌 헌팅(KBS) - 심리학자
- 엑소시즘(KBS) - 제임스 신부(필립 베이커 홀)
- 쇼생크 탈출(KBS) - 해들리 교도관(클랜시 브라운)
- 꼬마돼지 베이브(EBS) - 해설
- 아름다운 시절(KBS) - 바우(헤닝 모리첸)
- 글래디에이터(SBS) - 그라쿠스(데릭 재커비)
- 피스메이커(SBS) - 디미트리(아르민 뮐러슈탈)
- 7번째 사진(KBS) - 카드렉
- 체인 리액션(SBS) - 포스(프레드 워즈)
- 파 프롬 홈(KBS) - 아빠
- 동굴 속의 비밀(SBS) - 제러미
- 해리포터와 마법사의 돌(SBS) - 덤블도어(리처드 해리스)
- 해리포터와 비밀의 방(SBS) - 덤블도어(리처드 해리스)
- 조지 클루니의 표적(KBS) - 리플리(앨버트 브룩스)
- 하얀 풍선(SBS) - 뱀꾼2
- 글로리아(SBS) - 루비(조지 C. 스콧) 외
- 라간(KBS) - 무키아 / 보이어 대령
- 리스본 특급(KBS) - 에두아르(알랭 들롱)
- 방세옥(SBS) - 정소추
- 축복의 조건(SBS) - 브레드
- 우리들만의 집(KBS) - 문씨(오순택)
- 토파즈(KBS) - 노스트롬(존 포사이스)
- 밀레니엄 캅(KBS) - 총장
- 하와이, 오슬로(KBS) - 크로
- 그 남자는 거기 없었다(KBS) - 월터 에버다스(리처드 젱킨스)
- 드라큘라 2000(SBS) - 반 헬싱(크리스토퍼 플러머)
- 쉬핑뉴스(SBS) - 잭(스콧 글렌)
- 스타워즈 에피소드 1: 보이지 않는 위험(KBS) - 비블(올리버 포드 데이비스) / 의장(테런스 스탬프)
- 스타워즈 에피소드 5: 제국의 역습(KBS) - 라이켄 장군(브루스 바)
- 스타워즈 에피소드 6: 제다이의 귀환(KBS) - 라이켄
- 더 바디(SBS) - 추기경(존 우드)
- 탑건(KBS) - 제스터 교관 (마이클 아이언사이드)
- 엑소시스트(SBS) - 랭크스터 메린 신부(막스 폰 쉬도브)
- 더티 댄싱(SBS) - 아버지(제리 오바치)
- 오페라의 유령(KBS) - 르페브르(제임스 플릿)
- 댈러웨이 부인(KBS) - 리처드 댈러웨이(존 스탠딩)
- 드림캐처(SBS) - 매더슨 3성 장군(마이클 오닐)
- 징기스칸(SBS) - 탈구
- 메멘토(KBS) - 주점 손님
- 러브 체인지(KBS) - 올레그(안드레이 우르간트)
- 묵시록 코드(KBS) - 루비얀카 요원(보리스 토카레브)
- 뮌헨(KBS) - 칼(시아란 하인즈)
- 스콜피온(KBS) - 드보(올리비에르 마샬)
- 포 미니츠(KBS) - 게르하트 폰 뢰벤(바딤 글로너)
- 게이샤의 추억(KBS) - 남작(캐리-타가와 히로유키)
- 카핑 베토벤(KBS) - 슐레머(랠프 리아치)
- 쿵푸 프리즌(KBS) - 교도소장 (스콧 윌슨)
- 캔디데이트(KBS) - 마틴 실러(울프 필고)
- 윈스턴 처칠의 폭풍전야(KBS) - 볼드윈(데릭 재커비)
- 클루트(KBS) - 로스
- 10(KBS) - 마일스
- 불의 전차(KBS) - 키즈(게리 슬레빈)
- 모범시민(KBS) - 레이놀즈(리차드 포트나우) / 교도소장(그레고리 이친)
- 7일간의 사랑(SBS) - 밥(마틴 신)
- 베스트 키드(KBS) - 상원위원(대니얼 이노우에)
- 스페이스 카우보이(KBS) - 탱크(제임스 가너)
- 마이너리티 리포트(KBS) - 버지스(막스 폰 쉬도브)
- 섀도우(KBS) - 라자르 아버지(다임 일레제프)
- 산딸기(KBS) - 에발드 브로그(군나르 비요른스트란드)
- 댄싱히어로(SBS) - 더그 헤이스팅스(배리 오토)
- 크로커다일 던디3(KBS) - 앵커 외
- 본 얼티메이텀(KBS) - 에즈라 크레이머(스콧 글렌)
- 에린 브로코비치(KBS) - 넬슨(레니 마르티네즈) / 판사(르로이 시몬스)
- 경찰서를 털어라(KBS)
- 콘 에어(KBS) - 스킵 데버스 국장(존 로셀리우스) / 콘 에어 기장(프레드릭 렌)
- 어둠 속의 8일(KBS)
- 줄리아(KBS)
- 스트레이트 스토리(KBS)
- 브랜단 & 트루디(KBS)
- 터미널 스피드(KBS)
- 역(KBS)
- 포스트 임팩트(KBS)
- 파이널 디시즌(SBS)
- 머큐리(KBS)
- 쿼바디스(SBS)
- 포세이돈 어드벤처(KBS)
- 무림지존(KBS)
- 어쌔신(KBS) - 신부(월리 달튼)
- 럭키 넘버 슬레븐(KBS) - 로스(대니 아엘로) / 머피(로버트 포스터)
- 졸업(KBS) - 로빈슨(머리 해밀턴)
- 속 프로젝트 A(KBS) - 경찰 간부(보지다르 스밀자닉)
- 셔터(KBS) - 잡지사 사장(아피챠트 츄사쿨)
- 카틴(KBS) - 폴란드군 장군(얀 엔글레르트)
- 핀지콘티니가의 정원(KBS)
- 스플래시 (KBS) - 대통령(찰스 매컬레이) / 랄프(빌 스미트로비치)
- 볼사리노 2(KBS)
- 록키3(KBS)
- 아마데우스(KBS) - 고트프리트 판 슈비텐 남작(조나단 무어)
- 콰이강의 다리(KBS) - 휴즈(존 복서)
- 못 말리는 첩보원(KBS)
- 애스터로이드(SBS)
- 프레시디오(SBS)
- 폭로(SBS) - 벤 헬러(알란 리치)
- 맨 인 블랙(SBS) - 케이의 동료(리차드 해밀턴) / 로젠버그(마이크 너스봄)
- 철의 여인(KBS) - 의장(리처드 심스) / 대처의 측근(클리포드 로즈)
- 영웅 알베르(KBS)
- 마지막 보이스카웃(KBS) - 조의 상관(클라렌스 펠더) / 중계원
- 용형호제 1~2(KBS) - 베논 백작(보지다르 스밀자닉)
- 가을의 전설(KBS) - 제임스 오배넌(존 노박)
- 백 투 더 퓨처(SBS)
- 애스트로넛(SBS)
- 보디가드(KBS)
- 숀 코너리의 함정(KBS)
- 메멘토(KBS) - 새미(스티븐 토볼로스키) / 주점 손님
- 커럽터(SBS)
- 네모 선장과 여인들(KBS) - 하딩 대위(마이클 크레익)
- 아메리칸 셰프(KBS) - 사장 (더스틴 호프만)
- 덤 앤 더머(KBS) - 칼(행크 브랜트)
- 버추얼 웨폰(KBS) - 애림과 애군의 아빠(감지) / 경영진(쿠라타 야스아키)
- 라이언하트(KBS) - 정보국 요원(로저 에티엔느)
- 고백(KBS) - 캄피온(에드 플랜더스)
- 경천 12시 (KBS) - 경찰 반장(홍배흥)
- 로마의 휴일(88년 더빙판/KBS)
- 킥 복서(SBS) - 시안(진국신)
- 첨밀밀(SBS) - 주방장(장동조)
- F학점 첩보원 (KBS) - 라라비(프레데릭 코핀)
- 하이 눈 (KBS) - 메트릭 판사(오토 크러거)
- 007 두 번 산다 (KBS) - Q(데스몬드 레웰인) / 국방장관(알렉산더 녹스) / 외무장관(로빈 베일리)
- SAS 특공대 (KBS) - 하겐(로버트 B. 셔먼)
- 에딘버러시의 영웅 (KBS) - 리(아서 실즈) / 프로보스트 경(앨런 내피어)
- 대부 2 (KBS) - 기어리(G.D. 스프라들린)
- 수퍼캅 (SBS) - 경찰(에디 비아게티)
- 하이랜더 2(SBS) - 알란 네이먼(알란 리치)
- 데몰리션 맨 (SBS) - 재커리(그랜드 L. 버쉬/빌 코브스)
- 사형도수 (SBS) - 조제지(풍극안) / 홍 관장(진요림)
- 올리버 트위스트 (KBS) - 소워베리(깁 맥라흘린)
- 육지금마 (SBS) - 황린의 아버지(소영생)
- 공주는 못말려 (SBS) - 장군(장피에르 카셀)
- 황야의 결투 (KBS) - 모건(워드 본드)

### 방송 (드라마 출연, 다큐멘터리, 교양 프로그램)
- 새벽 (KBS) - 김규식(출연)
- 북으로 간 여배우 (MBC) - 안막(출연)
- 수사반장-필귀가 2부작 (MBC) - 박삼중 스님 목소리(더빙)
- 세계가 보는 한반도 통일 2부 (KBS)
- 다큐스페셜 (EBS)
- 리얼TV 경찰 24시 (ITV)

### 게임
- 기동전사 건담 - 해후의 우주 - 존 코웬
- 건담전기 - 존 코웬
- 메크커맨더 2

### 라디오 드라마
라디오 극장 (KBS 한민족 방송)
- 2007.12.01 ~ 2007.12.31 안수길 <북간도>
- 2009.06.01 ~ 2009.06.30 송은일 <사랑을 묻다> (남 겸)
- 2010.07.01 ~ 2010.07.31 권비영 <덕혜옹주> (고종)
- 2010.02.01 ~ 2010.02.28 박범신 <풀잎처럼 눕다> (해설)
- 2011.12.01 ~ 2011.12.31 김미월 <여덟 번째 방>

KBS 무대 (KBS 한민족 방송)
- 2000.04.16 그 남자의 향기
- 2001.01.14 아름다운 타인
- 2001.05.13 데자뷔 (의사)
- 2001.06.17 메시아의 왕국 (판사)
- 2001.09.02 그 여자의 성 (강박사)
- 2001.12.09 포구엔 그리움이 있다 (동호)
- 2003.07.27 초록 의자 (박두진)
- 2005.06.11 아무도 모른다 (김용철)
- 2008.02.09 고속도로 로망스 (김약사)
- 2010.03.27 아빠하고 나하고 (민욱)
- 2012.10.20 남 걱정 공화국 (명호)
- 2013.09.28 자전거 달린다 (아버지)

다큐드라마 - 코리안 미러클 (EBS FM)
- 각종 배역